# Richard Cobb
Richard Cobb (1917-1996) fue un historiador británico. Catedrático de Historia Moderna en la Universidad de Oxford, tras una carrera académica poco convencional en sus comienzos, que pasó trabajando como investigador independiente en los archivos franceses. Su trabajo fue reconocido en Francia con la Legión de Honor. Se le considera una autoridad en la Revolución francesa. Publicó también obras autobiográficas.
- Datos: Q535878